# Old Crows/Young Cardinals
Old Crows/Young Cardinals è il quarto album in studio della band post-hardcore Alexisonfire, pubblicato il 23 giugno 2009. L'album avrebbe dovuto chiamarsi con la sola prima parte, Young Cardinals, ma il 1° di aprile del 2009 è stato annunciato il titolo ufficiale.

## Tracce
1. Old Crows – 4:17
2. Young Cardinals – 3:38
3. Sons of Privilege – 3:21
4. Born and Raised – 4:01
5. No Rest – 3:37
6. The Northern – 4:28
7. Midnight Regulations – 4:11
8. Emerald Street – 3:16
9. Heading for the Sun – 3:45
10. Accept Crime – 3:14
11. Burial – 4:18

## Formazione
- George Pettit – voce
- Dallas Green – voce, chitarra e tastiere
- Wade MacNeil – chitarra e voce
- Chris Steele – basso
- Jordan Hastings – batteria e percussioni